# Bahnstrecke Putim–Ražice
| Kursbuchstrecke (SŽ): | 201                  |                                                |                                                |
| Streckenlänge: | 3,573 km             |                                                |                                                |
| Spurweite: | 1435 mm (Normalspur) |                                                |                                                |
| Streckenklasse: | D3                   |                                                |                                                |
| Stromsystem: | 25 kV 50 Hz ~        |                                                |                                                |
| Streckengeschwindigkeit: | 70 km/h              |                                                |                                                |
| |                      |                                                |                                                |
| \| \| \| von Zdice (vorm. Rakonitz–Protivíner Bahn) \| \| \| \| 0,000 \| Putim \| Putim \| \| \| \| nach Protivín (vorm. Rakonitz–Protivíner Bahn) \| \| \| \| \| von České Budějovice (vorm. KFJB) \| \| \| \| 3,573 \| Ražice früher Ražic \| Ražice früher Ražic \| \| \| \| nach Plzeň hl. n. (vorm. KFJB) \| \| |                      |                                                |                                                |
| Strecke |                      | von Zdice (vorm. Rakonitz–Protivíner Bahn)     | von Zdice (vorm. Rakonitz–Protivíner Bahn)     |
| Bahnhof | 0,000                | Putim                                          | Putim                                          |
| Abzweig geradeaus und nach links |                      | nach Protivín (vorm. Rakonitz–Protivíner Bahn) | nach Protivín (vorm. Rakonitz–Protivíner Bahn) |
| Abzweig geradeaus und von links |                      | von České Budějovice (vorm. KFJB)              | von České Budějovice (vorm. KFJB)              |
| Bahnhof | 3,573                | Ražice früher Ražic                            | Ražice früher Ražic                            |
| Strecke |                      | nach Plzeň hl. n. (vorm. KFJB)                 | nach Plzeň hl. n. (vorm. KFJB)                 |

Die Bahnstrecke Putim–Ražice ist eine regionale Eisenbahnverbindung in Tschechien, die ursprünglich vom österreichischen Staat als Teil der Böhmisch-Mährischen Transversalbahn erbaut und betrieben wurde. Sie verläuft von Putím nach Ražice.

## Geschichte
Die Strecke wurde am 21. November 1889 eröffnet.
Im Jahr 1912 wies der Fahrplan täglich sieben Personenzüge 1. bis 3. Klasse aus, die zumeist von und nach Tábor durchgebunden waren. Sie benötigten für die vier Kilometer lange Strecke sechs bis acht Minuten.

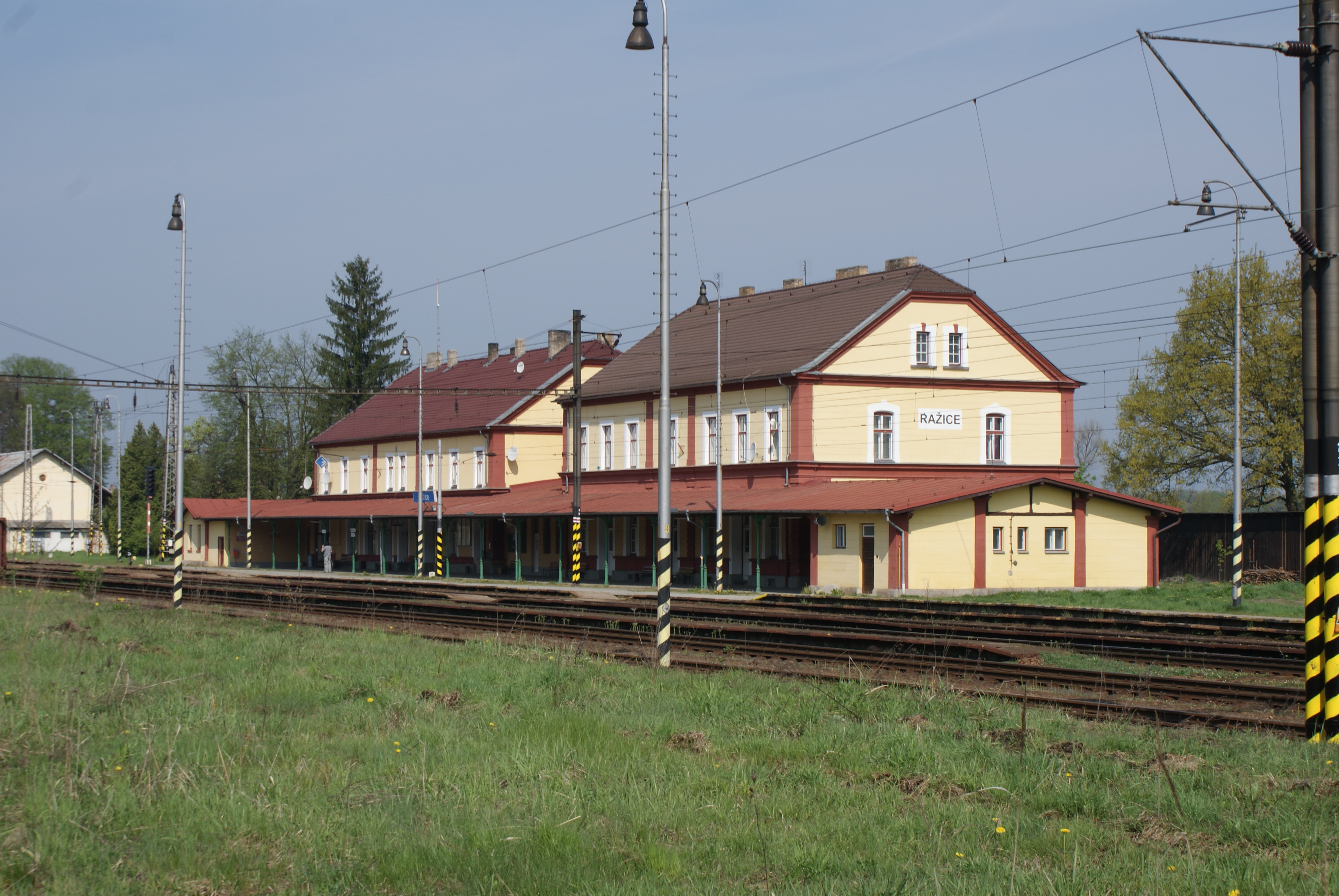
Bahnhof Ražice (2011)

Nach dem für Österreich-Ungarn verlorenen Ersten Weltkrieg kam die Strecke zu den neu gegründeten Tschechoslowakischen Staatsbahnen (ČSD).
Im Zweiten Weltkrieg lag die Strecke zur Gänze im Protektorat Böhmen und Mähren. Betreiber waren jetzt die Protektoratsbahnen Böhmen und Mähren (ČMD-BMB). Am 9. Mai 1945 kam die Strecke wieder vollständig zu den ČSD.
Am 1. Januar 1993 ging die Strecke im Zuge der Auflösung der Tschechoslowakei an die neu gegründeten České dráhy (ČD) über. Seit 2003 gehört sie zum Netz des staatlichen Infrastrukturbetreibers Správa železniční dopravní cesty (SŽDC).
Anfang der 1990er Jahre wurde die Strecke mit elektrischer Fahrleitung ausgerüstet. Der planmäßige elektrische Bahnbetrieb begann am 28. Mai 1994.
Im Fahrplan 2012 verkehren insgesamt acht Personenzugpaare an Werktagen, an Sonn- und Feiertagen sechs. Ein Schnellzug verkehrt zwischen Horní Cerekev und Protivín.